# José Salazar Carreira
José Salazar Carreira OC • OIP (Lisboa, 2 de Novembro de 1894 – 7 de Dezembro de 1974) foi um médico, militar, atleta, jornalista, publicista e dirigente desportivo português.

## Biografia
Desportista praticante, começou a fazer Ginástica aos nove anos, e principiou a sua preparação ginástica no Ginásio Clube Português, tomando parte, como jogador do pau, em diversos saraus e festas daquele grémio. Em 1911, iniciou a prática do Atletismo, pelo que ingressou depois, para efeitos de actividade propriamente desportiva, no Sporting Clube de Portugal, participando, durante 25 anos consecutivos, de 1912, ano em que se filiou e onde permaneceria até à sua retirada das provas desportivas, em 1937, em numerosas competições de Atletismo, Esgrima, Andebol, Natação, Râguebi e Ténis, sempre sob as cores da mesma colectividade. Foi Campeão de Portugal das Corridas de 100, 200, 400 e 800 metros em 1914, dos 400 metros com barreiras em 1922, 1923 e 1924, por diversas vezes em provas de estafetas, e detentor do record nacional dos 400 metros com barreiras de 1922 a 1927. Conquistou sucessivos campeonatos de Lisboa e nacionais em várias distâncias, sobretudo 400 metros, tendo-se distinguido, além da corrida (incluindo provas com barreiras), em competições de marcha, pentatlo, salto à vara e lançamento do peso e do disco. Desportista ecléctico, praticou ainda modalidades como tiro, ténis, rugby, andebol e pólo aquático.
Formado em Medicina pela Faculdade de Medicina da Universidade de Lisboa em 1916, foi, no mesmo ano, mobilizado para Moçambique, onde, durante dezoito meses, prestou serviço no Corpo Expedicionário do Niassa, atingindo o posto de Tenente.
De regresso à Metrópole, desempenhou, até 1924, o lugar de Assistente da Clínica Ortopédica da Faculdade, publicando a Tese Tratamento das escolioses pelo método de Abbott, em 1929, e numerosos artigos e estudos da especialidade nas revistas Medicina Contemporânea e Arquivos de Pediatria e Ortopedia, de cuja Redacção foi o Secretário. Especializado em assuntos de Educação Física e Ginástica Médica, fez parte do corpo docente da Escola Superior de Educação Física da Sociedade de Geografia de Lisboa desde a sua fundação, regendo as cadeiras de Didáctica e Técnica Desportivas.
Como Dirigente e orientador, exerceu, no meio desportivo, acção continuada e notável, ocupando diversos cargos de realce, tais como a Presidência do Sporting Clube de Portugal (18 de Fevereiro de 1925 - 2 de Março de 1927), da Associação de Lisboa de Atletismo, da Associação de Lisboa de Râguebi, da Federação Portuguesa de Atletismo e o 6.º da Federação Portuguesa de Futebol (1930-1931), e da Confederação de Desportos. No exercício destas funções, representou várias vezes Portugal em Congressos internacionais, onde sempre a sua presença marcou assinalados serviços para os interesses e propaganda do Desporto Nacional, o que lhe valeu, a 5 de Outubro de 1928, ser feito Oficial da Ordem Militar de Nosso Senhor Jesus Cristo e, a 9 de Setembro de 1929, ser feito Oficial da Ordem da Instrução Pública. Fez, também, parte do Comité Olímpico de Portugal, em 1924.
A partir dos anos de 1940, Salazar Carreira desempenhou cargos oficiais, nomeadamente o de inspector dos desportos (posição que abandonou em 1964 por atingir o limite de idade), no Estado Novo. Foi ele o principal teorizador da política do salazarismo para o desporto, defendendo o amadorismo dos atletas e o predomínio do espírito desportivo sobre o clubismo e a ambição da vitória.
A 16 de Outubro de 1948 foi agraciado com a Medalha de Honra de Educação Física e Desporto de França.
Escritor, conferencista e jornalista de infatigável actividade na difusão dos preceitos da cultura física e desportiva, publicou os seguintes livros: 
- Técnica e preparação atlética, 1922[1]
- Regras e técnica do jôgo do rugby, 1926[1]
- Corridas planas e de barreiras, 1927[1]
- Dicionário do futebol, 1932[1]
- A máquina humana, 1934[1]

e algumas das suas conferências: 
- O desporto, escola de carácter, 1925[1]
- O que é a educação física, 1926[1]
- A necessidade do desporto, 1930[1]
- A função social do desporto, 1931[1]
- O problema desportivo e a sua acção social, 1933[1]
- A lição dos Jogos Olímpicos de Berlim, 1936[1]

Além de seguir a carreira de Médico e de Professor da Escola Superior de Educação Física, escreveu, desde Novembro de 1920, para o jornal Os Sports (prosseguiu depois a colaboração com o sucessor deste, Mundo Desportivo, e outras publicações) e proferiu numerosas conferências sobre temas desportivos. Colaborou em diversos jornais e revistas da especialidade: Eco dos Sports, O Ás, Sports Ilustrados, Foto-sport, Record, Diário dos Sports, e, sobretudo, n' Os Sports, onde, desde 1920, manteve aturada colaboração doutrinária e crítica sobre variadas modalidades desportivas, e, principalmente, intensa campanha em prol do desenvolvimento e expansão da Educação Física em Portugal, e da sua prática pelas crianças das classes pobres, tendo, nesse sentido, criado e dirigido os Cursos Populares de Ginástica Infantil, de organização do referido jornal, e considerados uma das obras mais eficazes e interessantes no sentido da divulgação da Educação Física nos meios populares.
Foi colaborador da Grande Enciclopédia Portuguesa e Brasileira.